# نترات الكروم الثلاثي
 نترات الكروم الثلاثي مركب كيميائي له الصيغة Cr(NO3)3، ويكون على شكل بلورات خضراء في الشكل اللامائي، كما يوجد على شكل تساعي هيدرات Cr(NO3)3.9H2O الذي لونه بنفسجي، وهو الشكل الغالب.

## الخواص
- ينحل بشكل جيد في كل من الماء والإيثانول.
- يؤدي تسخين المحاليل المائية من نترات الكروم إلى تلونها تدريجياً باللون الأخضر، لكنها سرعان ما تسترجع اللون البنفسجي المميز للشكل المائي بعد التبريد.

## التحضير
يحضر مركب نترات الكروم الثلاثي من تفاعل هيدروكسيد الكروم الثلاثي مع حمض النتريك حسب المعادلة:
Cr(OH)3 + 3HNO3 + 6H2O → Cr(NO3)3.9H2O

## الاستخدامات
- يستعمل مركب نترات الكروم الثلاثي من أجل تحضير حفازات الكروم الخالية من الفلزات القلوية.